# Del Rey Books
Del Rey Books es una editorial especializada en historias de ciencia ficción y libros fantásticos. Fue fundada en 1977 por Lester del Rey y Judy-Lynn del Rey.
Son los responsables de la mayoría de las publicaciones de Random House, incluyendo todos sus libros de Star Wars (publicados bajo la marca LucasBooks). Del Rey tiene un contrato con Lucas Licensing para publicaciones de Star Wars desde 1999, después de que Bantam Spectra lo tuviera desde 1991. En septiembre de 2008 renovó contrato hasta 2013.
En 2022 Penguin Random House anunció que Del Rey Books migrarán sus títulos de primera y segunda fila al nuevo sello Random House Worlds a partir de 2023.

## Novelas publicadas
- Star Wars Episode IV: A New Hope (noviembre de 1976)
- El ojo de la mente (marzo de 1978)
- Han Solo at Stars' End (abril de 1979)
- Han Solo's Revenge (octubre de 1979)
- Star Wars Episode V: The Empire Strikes Back (abril de 1980)
- Han Solo and the Lost Legacy (agosto de 1980)
- Star Wars Episode VI: Return of the Jedi (mayo de 1983)
- Lando Calrissian and the Mindharp of Sharu (junio de 1983)
- Lando Calrissian and the Flamewind of Oseon (septiembre de 1983)
- Lando Calrissian and the Starcave of ThonBoka (noviembre de 1983)
- Star Wars Episode I: The Phantom Menace (abril de 1999)
- Vector Prime (octubre de 1999)
- X-Men: A Novelization (julio de 2000)
- El planeta misterioso (mayo de 2000)
- Dark Tide I: Onslaught (febrero de 2000)
- Dark Tide II: Ruin (junio de 2000)
- Agents of Chaos I: Hero's Trial (agosto de 2000)
- Agents of Chaos II: Jedi Eclipse (octubre de 2000)
- Balance Point (octubre de 2000)
- Cloak of Deception (mayo de 2001)
- Darth Maul. El cazador en las tinieblas (enero de 2001)
- Edge of Victory I: Conquest (abril de 2001)
- Edge of Victory II: Rebirth (julio de 2001)
- Star by Star (octubre de 2001)
- Halo fall of Reach(octubre de 2001)
- Dark Journey (enero de 2002)
- Enemy Lines I: Rebel Dream (marzo de 2002)
- Enemy Lines II: Rebel Stand (mayo de 2002)
- La llegada de la tormenta (enero de 2002)
- Star Wars Episode II: Attack of the Clones (abril de 2002)
- Traitor (julio de 2002)
- Destiny's Way (octubre de 2002)
- Force Heretic I: Remnant (febrero de 2003)
- Force Heretic II: Refugee (abril de 2003)
- Force Heretic III: Reunion (julio de 2003)
- X-Men 2 (marzo de 2003)
- Punto de ruptura (junio de 2003)
- The Final Prophecy (septiembre de 2003)
- The Unifying Force (noviembre de 2003)
- Star Wars Galaxies: The Ruins of Dantooine (diciembre de 2003)
- Tatooine Ghost (marzo de 2003)
- Survivor's Quest (febrero de 2004)
- Traición en Cestus (junio de 2004)
- MedStar I: Médicos de guerra (junio de 2004)
- MedStar II: Curandera Jedi (septiembre de 2004)
- Republic Commando: Hard Contact (octubre de 2004)
- La prueba del Jedi (octubre de 2004)
- Yoda: Encuentro oscuro (noviembre de 2004)
- El laberinto del mal (enero de 2005)
- Star Wars Episode III: Revenge of the Sith (abril de 2005)
- Darth Vader: El Señor Oscuro (noviembre de 2005)
- Dark Nest I: The Joiner King (julio de 2005)
- Dark Nest II: The Unseen Queen (septiembre de 2005)
- Dark Nest III: The Swarm War (diciembre de 2005)
- Outbound Flight (enero de 2006)
- Republic Commando: Triple Zero (febrero de 2006)
- X-Men The Last Stand (mayo de 2006)
- Betrayal (mayo de 2006)
- Bloodlines (agosto de 2006)
- Star Wars: Darth Bane: Path of Destruction (septiembre de 2006)
- Tempest (noviembre de 2006)
- Allegiance (enero de 2007)
- Exile (febrero de 2007)
- Sacrifice (mayo de 2007)
- Inferno (agosto de 2007)
- Death Star (octubre de 2007)
- Republic Commando: True Colors (octubre de 2007)
- Fury (noviembre de 2007)
- Star Wars: Darth Bane: Rule of two (diciembre de 2007)
- Revelation (febrero de 2008)
- Invincible (mayo de 2008)
- Coruscant Nights I: Jedi Twilight (junio de 2008)
- The Clone Wars (julio de 2008)
- The Force Unleashed (agosto de 2008)
- Coruscant Nights II: Street of Shadows (agosto de 2008)
- Order 66: A Republic Commando Novel (septiembre de 2008)
- Millennium Falcon (octubre de 2008)
- The Clone Wars: Wild Space (diciembre de 2008)